# Laurent Vernerey
Pour les articles homonymes, voir Vernerey.
Laurent Vernerey est un bassiste et contrebassiste professionnel français né le 26 février 1965 à Maisons-Laffitte.

## Biographie
Il compte aujourd'hui près de 800 collaborations depuis 1990, ce qui fait de lui l'un des musiciens français les plus demandés.
Il a également collaboré, comme bassiste, à la musique de plusieurs films.

## Collaborations

### Singles

#### Années 1990
- Picasso (Claudia Phillips - Black Jack !) Barclay / 1989
- Désordre / Paradis (Les Avions) CBS / 1990
- Une vie normale (Christophe Deschamps - Connivences) EMI France / 1991
- Bouge de là (MC Solaar) Polydor / 1991
- Donne-moi du feu (Claudia Phillips) Barclay / 1992
- My Simple Heart (Charmaine King) Disques Dreyfus / 1992
- Mèci (Edith Lefel - Mèci) Sonodisc / 1992
- Obsolète / La Fin Justifie Les Moyens / Relations Humaines (MC Solaar - Prose Combat) Polydor / 1994
- Le Jardin du bonheur / Run (Sol En Si - Solidarité Enfants Sida) WEA Music / 1995
- Capable de tout / Au train où vont les choses / Moins par moins (Marc Morgan) Mercury / 1996
- Je serai là (Teri Moïse) Source / 1996
- Vivant poème (Jean-Louis Aubert - Stockholm) Virgin France / 1997
- Des mots pour toi (2 Be 3)  EMI France / 1997
- Partir revenir (After Hours Volume Three) Instinct Records / 1997
- Hepsi Senin Mi ? (Tarkan - Tarkan) İstanbul Plak / Polydor / 1998
- Un autre jour / Every Season / Latitudes (Ollano - Ollano) Shadow Records / 1998
- Je te donne ce que je suis (Jenny Mac Kay) Une Musique / 1998
- Si tu rêves / Mon chercheur d’or / Les Chansons Commencent (Patricia Kaas) Columbia / 1999
- Elisabeth / Marie-Des-Guérites (Thomas Fersen - Thomas Fersen) Tôt ou Tard / 1999
- Şikidim (Hepsi Senin Mi ? Radio Mix) (Tarkan) İstanbul Plak / Universal / 1999

#### Années 2000
- Le choc des étoiles / Petit nuage sur Amsterdam (Maxime Le Forestier - L'Écho des étoiles) Polydor / 2000
- Minimum que Minnie m'aime / Rue Darwin / Oncle Tom (Maxime Le Forestier - L'Écho des étoiles) Polydor / 2000
- The More I Look (Roger Hodgson) Epic / 2000
- Seule / Sur Le Fil / Jardin d'hiver / Aéroplane (Keren Ann - La Biographie de Luka Philipsen) EMI Music France / 2000
- Une héroïne / Je Suis Venu Pour Elle (Laurent Voulzy - Avril) RCA / 2001
- Action (Bosco - Action) WEA Japan / 2001
- Come Back To Me - House Remixes (Cunnie Williams) ULM / 2002
- You Are The Music (David Guetta - Just A Little More Love) Virgin / 2002
- Live For Love United (Live United) Epic / 2002
- Un jour tu verras (Jacques Dutronc) Columbia / 2003
- Everything I Do (Cunnie Williams)  ULM / 2003
- Poste Restante / Une Journée Particulière (Raphaël - La Réalité) Capitol Music / 2003
- Ô Compagnons (Version Single) (Raphaël - La Réalité) Capitol Music / 2003
- Les Petits Riens (Version Acoustique) / Ça C'Est Vraiment Toi (Jean-Louis Aubert - Comme On A Fait) Virgin / 2003
- Du Bon Côté (Albin De La Simone - Albin De La Simone) Virgin / 2003
- Départ (Prohom - Peu Importe) Polydor / 2004
- Angst Voor De Liefde (Thomas Gene) Mercury / 2004
- Regarde-moi (NINH) Revenons à la musique / 2012
- De tes mains album de Mireille Mathieu 2002

### Albums studio

#### Années 1990
- Rendez-vous (Claudia Phillips) Barclay / 1993
- DLG (Didier Lockwood) JMS Records / 1993
- Sol en si (Solidarité Enfants Sida) WEA Music / 1993
- Un jour comme aujourd'hui (Pascal Obispo) Epic / 1994
- Passer ma route (Maxime Le Forestier) Polydor / 1995
- Je serai là (Teri Moïse) Source / 1996
- Les Grands Espaces (Marc Morgan) Mercury / 1996
- Barbara (Barbara) Philips / 1996
- Superflu (Pascal Obispo) Epic / 1996
- Sol en si (Solidarité Enfants Sida) WEA Music / 1997
- En octobre, si tout va bien... (Matthew Neill) Polydor / 1997
- Teri Moïse (Teri Moïse) Source / 1998
- Unplugged Journey (Claude Samard) Koka Media / 1998
- Lynda Lemay (Lynda Lemay) WEA Music / 1998
- Samia Farah (Samia Farah) Small / 1999
- L'important c'est d'aimer (Pascal Obispo - Soledad) Epic / 1999
- Lha Amam (Norbert Galo) Vox Terrae / 1999
- Au milieu des autres (Calogero) Mercury / 1999
- Intempestives (Yves Simon) Barclay / 1999

#### Années 2000
- Noël ensemble (Collectif Noël Ensemble) Mercury / 2000
- Open the Door (Roger Hodgson) Epic - Red Spear Music / 2000
- Les Dix Commandements (comédie musicale) Mercury / 2000
- Balavoine Hommages… (Compilation) Barclay / 2000
- Comme un accord (Jean-Louis Aubert) Virgin France / 2001
- Salle des pas perdus (Coralie Clément) Capitol Records / 2001
- Rose Kennedy (Benjamin Biolay) Virgin France / 2001
- Chambre avec vue (Henri Salvador) Source / 2001
- Une autre lumière (Pierre Bachelet) Disques Vogue / 2001
- Greenville (Marc Lelangue) Igloo / 2001
- Ça ne me suffit plus (Jeff Bodart) Play It Again Sam / 2001
- La fille, tu sais (Clarika) ULM / 2001
- Night Time In Paris (Cunnie Williams) ULM / 2002
- La Disparition (Keren Ann) Capitol Records / 2002
- Quelqu'un m'a dit (Carla Bruni) Naïve / 2002
- Le Chemin (Kyo) Jive / 2002
- Polaroid (Maïdi Roth) Mercury / 2002
- Le Sac des filles (Camille) Source / 2002
- Retiens-moi (L5) Mercury / 2002
- Mach 6 (MC Solaar) Sentinel Ouest / 2003
- Le Plaisir (Alain Chamfort) Delabel / 2003
- Lady & Bird (Lady & Bird) Capitol Records / 2003
- Ailleurs land (Florent Pagny) Mercury France / 2003
- Not Going Anywhere (Keren Ann) Capitol Records / 2003
- Négatif (Benjamin Biolay) Virgin / 2003
- Belles belles belles (comédie musicale) AZ Universal Music / 2003[3]
- Boomerang (Daara J) Wrasse Records / 2003
- Les Choses de la vie (Dorval) East West France / 2003
- Fleuve Congo (Valérie Lagrange) Disques Vogue / BMG France / 2003
- Mordre La Poussière (Fred Blondin) Trema / 2003
- Taxi Europa (Stephan Eicher) Virgin France / 2003
- De lave et de sève (Elsa) Mercury / 2004
- Le Cœur d'un homme (Johnny Hallyday) Warner Music / 2007
- Mon paradis (Christophe Maé) Warner Music / 2007
- Ça ne finira jamais (Johnny Hallyday) Warner Music / 2008
- Avatars (William Sheller) Mercury / 2008

### Années 2010
- L'Attente (Johnny Hallyday) Warner Music / 2012
- Et puis juin (Rose) Sony Music / 2013
- Rester vivant (Johnny Hallyday) Warner Music / 2014
- Born in 68 (Dominique Fillon) Cristal Records / 2014
- De l’amour (Johnny Hallyday) Warner Music / 2015
- Gospel Journey (Faada Freddy) idol / 2015
- La Vie D'artiste (Christophe Maé) Warner Music / 2019
- Kérosène (Rose) Ipanema/Jo&Co / 2019

### Albums live
- Jane (Jane Birkin - Concert Intégral À L'Olympia) Philips / 1996
- Hombre et Lumière (Claude Nougaro) Mercury - Un label Universal Music / 1998
- Millésime Live (Pascal Obispo) Epic - Atletico Records - Sony Music / 2001
- Tour 66 : Stade de France 2009 (Johnny Hallyday) (Warner Music) / 2009
- restez vivant tour 2015/2016 (Johnny Hallyday)